# Sant Miquel de Suterranya
Sant Miquel de Suterranya és una capella romànica del terme de Suterranya, actualment municipi de Tremp.
Està situada uns 500 metres al nord-est del poble de Suterranya, dalt de tot del Serrat de Sant Miquel. És accessible per un camí que hi mena des del mateix poble de Suterranya.
Malgrat ser una construcció clarament medieval, aquesta capella no surt documentada fins al 1758, quan consta com a capella de la parròquia de Sant Serni de Suterranya.
Es tracta d'un edifici d'una sola nau, coberta amb volta de canó apuntada, amb absis a llevant, semicircular, comunicat amb la nau per un arc presbiteral molt estret. La porta és a la façana de ponent, i a la de llevant hi havia una finestra de doble esqueixada, actualment tapada, que té la pedra que li fa de llinda tallada formant un arc de punt rodó.
L'aparell de construcció és molt rústec i irregular, i no segueix unes filades gaire uniformes. És, doncs, una construcció rural datable en el segle xii.
S'hi fa un aplec anual el dia 8 de maig, encara que actualment s'ha passat al diumenge més proper a la festa.